# Beaumont Chase
Beaumont Chase est une paroisse civile d'Angleterre située dans le sud-ouest du Rutland. Elle se trouve à l'ouest d'Uppingham et au nord de Stoke Dry, sur des collines surplombant le Leicestershire à l'ouest. C'est une ancienne zone extra-paroissiale (en) devenue paroisse civile en 1858.
Beaumont Chase comporte une seule ferme. Au recensement de 2001, elle n'avait aucun habitant.